# Gaetano Koch
Gaetano Koch, född 9 januari 1849, död 14 maj 1910, var en italiensk arkitekt.
Gaetano Koch var den ledande arkitekten under den livliga byggnadsverksamhet, som rådde i Rom under det nya kungarikets första decennier. Kochs huvudarbeten var Banca d'Italia vid Via Nazionale samt anläggandet av Piazza dell'Esedra.